# Гиляревский, Александр Геннадьевич
Александр Геннадиевич Гиляре́вский (род. 10 января 1968, Москва) — советский и российский художник-постановщик, художник-живописец, арт-директор
, художник театра. Член союза кинематографистов России, член профессионально-творческого объединения художников и графиков Международной Федерации художников ЮНЕСКО (IFA).

## Карьера
В кинопроизводстве с 1989 года. Начинал на Киностудии детских и юношеских фильмов им М. Горького ассистентом художника-постановщика. В 1990 году в возрасте 22 лет получил первую работу как художник-постановщик. Это была вторая серия фильма «Взбесившийся автобус» режиссёра Георгия Натансона. Первую серию художником отработал Николай Терехов, которого Александр Гиляревский считает своим учителем в кино.
В 1999 году Александр Гиляревский стал художником-постановщиком культового фильма «Брат 2» режиссёра Алексея Балабанова. В 2000 принял предложение Александра Митты поработать над проектом «Граница. Таёжный роман». Проект был очень непростым. В Калужской области, в современной действующей лётной части дальней стратегической авиации нужно было создать советскую общевойсковую часть образца 1976-78 годов, дислоцированную, по сценарию, в приграничной зоне на Дальнем Востоке, недалеко от границы с Китаем. 70 % того, что зритель видит на экране, пришлось создавать для съёмок. Все интерьеры были построены в заброшенной старой солдатской столовой, были восстановлены сгоревший клуб, старое здание штаба, наглядная агитация и много-много всего другого. Даже болото, настоящее болото, где проходила драматическая сцена героев Алексея Гуськова и Марата Башарова, сделано руками. Над художественным образом фильма трудилась большая группа людей из местных жителей, которых приходилось учить всему, так как они никогда не имели дело с кинопроизводством, но они работали честно, с большим желанием. Фильм был удостоен Государственной премии Российской Федерации, но художник-постановщик в список лауреатов по непонятной причине не попал.
В дальнейшем Александр Гиляревский участвовал в создании проектов для детей и юношества — сериалы «Кадетство» первый сезон, первая и вторая части трилогии «Частное пионерское», исторических реконструкций и др.
За многие годы в кинопроизводстве, ему посчастливилось работать с гениальными творцами, такими как: Георгий Рерберг, Ломер Ахвледиани, Павел Лебешев, Сергей Астахов, Вадим Семёновых, Сергей Козлов, Геннадий Полока, Евгений Серов, Андрей Прошкин, Александр Митта, Алексей Балабанов, Илья Макаров и другими, поучиться и поработать с разными школами кинопроизводства — американской (Голливуд), французской и английской, датской и китайской.

## Живопись
Александр Гиляревский много времени уделяет живописи. Его работы находятся в частных коллекциях в США, Европе, Азии, Африке.
По словам кандидата искусствоведения Университета Лос-Анджелеса K.Udinoy из опубликованной в газете Philadelphia News, 28 октября 2017 статьи о творчестве Александра Гиляревского:
Живопись и графика художника театра и кино Александра Гиляревского — это поиск и нахождение визуального ряда, способного передать размышления нашего современника, человека с обостренным чувством быстротечности и хрупкости бытия. Стилистически его работы удалены от расхожего реализма и основаны на интерпретации наследия мастеров прошлого, от Моне и Ван Гога до Фалька и Лентулова. Каждый из его холстов обладает такой монументальной энергетикой и эпическим строем, что их легко представить себе в масштабе сценического задника или фрески. Посвященные вечным сюжетам и темам, работы Александра Гиляревского обладают еще одним качеством, которое в современном искусстве становится все более редким — они красивы. Это «красота в глазах смотрящего» — художника, осознающего, как хрупок окружающий его мир, и стремящегося заключить в эту хрупкую оболочку свои эмоциональные и философские размышления.
В основном Александр Гиляревский пишет и выставляется в США. Проводит мастер-классы. Его картины продаются и в России.

## Другие работы
- Принимал участие в создании более 100 рекламных роликов и музыкальных клипов
- Участвовал в разработке оформления новостных программ Первого канала
- С 1993 года, как художник-постановщик, участвовал в постановке ряда концертных программ в Государственном Киноконцертном зале «Россия»
- Во время празднования 850-летия Москвы был главным художником праздничной колонны Центрального округа города на главном театрализованном шествии праздника
- Принимал участие в разработке оформления церемонии открытия Всемирных юношеских игр в Москве
- Создавал художественное оформление ряда акций холдинга «Совершенно секретно» Артема Боровика

## Премии и награды
- Номинант Российской национальной телевизионной премии «ТЭФИ» (2007) в номинации «Лучшая работа художника-постановщика»[3] за сериал «Кадетство»
- Лауреат Премии жюри фестиваля «Династия» им. Павла Кадочникова (2016, Санкт-Петербург) за работу над фильмом «Частное пионерское» за создание точного и подробного образа эпохи

## Фильмография
- 1989 — «Пленник земли» (СССР-США), реж. Джон Берри
- 1990 — «Взбесившийся автобус» (СССР-Израиль), реж. Г. Натансон
- 1991 — «Одиссея капитана Блада» (СССР-Франция-Куба), реж. А. Праченко
- 1992 — «Шальная баба» (СССР), реж. А. Трофимов
- 1992 — "Алиса и Букинист (СССР), реж. А. Рудаков
- 1992 — «Время любить» (мюзикл, СССР)
- 1993 — «Русская певица» (СССР-Дания), реж. М. Арнфред
- 1993 — «Президент и его леди» (Россия), реж. В. Бабенко
- 1993 — «Загипсованная память» (Россия-Ливан-Франция)
- 1993 — «Потрясение» (Россия), реж. И. Куперман
- 1996 — «Возвращение броненосца» Московский блок (Россия), реж. Г. Полока
- 1999 — «Красный квадрат» (США), реж. А. Коненков
- 2000 — «Брат 2» (Россия-США), реж. А. Балабанов
- 2000 — «Граница. Таёжный роман» (Россия), реж. А. Митта
- 2001 — «Белое золото» (Россия-США), реж. В. Иванов
- 2002 — «Спартак и Калашников» (Россия), реж. А. Прошкин
- 2002 — «Старичок с коготок» (Россия) РС-ТВ, реж. А. Карпиловский
- 2003 — «Курорт особого назначения» (Россия), реж. Б. Мирза
- 2004 — «Игры мотыльков» (Чучело-2) (Россия), реж. А. Прошкин
- 2004 — «Узкий мост» (Россия) Первый канал, реж. О. Базилов
- 2005 — «Подкидной» (Россия) РенТВ, реж. Е. Серов
- 2005 — «Небесная жизнь» (Россия), реж. И. Макаров
- 2006 — «Скалолазка» (Россия-Сирия), реж. О. Штром
- 2007 — «Кадетство» (Россия) СТС, реж. С. Арланов
- 2007 — «Подарок» Московский блок (США), реж. Грег Маркс
- 2008 — «Управа» (Россия) ТВЦ, реж. П. Игнатов
- 2009 — «Журов» (Россия) ЦПШ, к/к «Единорог», реж. И. Макаров
- 2009 — «220 вольт любви» (Россия) НТВ, реж. В. Филимонов
- 2009 — «Рябиновый вальс» (Россия) ООО «Кинопрограмма XXI век», ООО «ТМ-фильм», реж. А. Семёнова
- 2009 — «Рабыни любви» (Россия) НТВ, реж. Е. Соколов
- 2009 — «Обитель зла» (Россия) НТВ, реж. А. Семёнова
- 2010 — «Луч на повороте» (Россия), реж. С.Комаров
- 2010 — «Знаки судьбы» (Россия) НТВ, реж. В. Мызников, С. Холодный, К. Саркисян, М. Жерневский
- 2011 — «Продавец игрушек» (Россия) «Национальное кино», реж. Ю. Васильев
- 2011 — «Без правил» (Россия) ООО «Кинопрограмма XXI век», реж. А. Ерофеева
- 2011 — «Огуречная любовь» (Россия) Россия 1, реж. Е. Серов
- 2012 — «Частное пионерское» (Россия) ООО «Кинопрограмма XXI век», реж. А. Карпиловский
- 2014 — «Выпускной» (Россия) Централ Партнершип и Студия «Лунапарк Продакшн», реж. В. Бродский
- 2014 — «Частное пионерское 2» (Россия) ООО «Кинопрограмма XXI век», реж. А. Карпиловский
- 2015 — «Коготь из Мавритании» (Россия) «Марсфильм», реж Н. Хлопецкая
- 2015 — «Забытые вожди» (Россия) Минкульт РФ, Первый канал, «СтарМедиа», Бабич-дизайн, реж. П. Сергацков
- 2016 — «Польский след» (Россия) Минкульт РФ, Первый канал, «СтарМедиа», Бабич-дизайн, реж. А. Попова
- 2016 — «Коготь из Мавритании-2» (Россия) «Марсфильм», реж. Н. Хлопецкая
- 2016 — «Невеста из Москвы» (Россия) «Марсфильм», реж Н. Хлопецкая
- 2017 — «Забытые войны» (Россия) Минкульт РФ, Первый канал, Бабич-дизайн, реж. П. Сергацков
- 2017 — «Девочка и Птица» (Россия) USMS, реж. О. Коротич
- 2017 — «Сто дней свободы» (Россия) А-Медиа, МарсФильм, реж. Т. Алпатов
- 2018 — «Дикая Лига» (Россия — США) к/к «Новое время» совместно с «Союз Маринс Групп», реж. Арт Камачо, А. Богатырёв
- 2018 — «Забытые вожди-2» (Россия) Минкульт РФ, Первый канал, «СтарМедиа», Бабич-дизайн, реж. П. Сергацков
- 2019  —  «Полицейский роман» (Россия), ООО «Продюсерский центр «ТВИН», ТВЦ, реж. Н. Хлопецкая
- 2020  —  «Обратная сторона души» (Россия), к/к  «Альянс», ТВЦ, реж Н. Хлопецкая,
- 2020  —  "Без тебя" (Россия),  к/к "Альянс", Россия 1, реж. Н. Хлопецкая
- 2021  —  "Запоздалая месть" (Россия),  к/к "Альянс", Россия 1, реж. Н. Хлопецкая
- 2021  —  "11 Молчаливых мужчин" (Россия), «Централ Партнершип», реж. Алексей Пиманов, Екатерина Побединская
- 2023  — "Баба Мороз и тайна Нового года" (Россия), "Красный квадрат",                         реж. А.Богатырев
- 2024  — "Суета" (Россия), "Decon Studio", реж. А. Родин